# Босиљка Пушић
Босиљка Пушић (Ћуприја, 2. мај 1936 — Херцег Нови, 23. октобар 2023) била је српска и црногорска књижевница.

## Биографија
Босиљка Пушић рођена је 1936. године у Ћуприји. Основну школу и гимназију завршила је у Светозареву, а Филозофски факултет (Одсек за југословенску и светску књижевност) у Београду. Удајом прелази у Херцег-Нови 1958. године. У тамошњој средњој школи налази и запослење као професор српскохрватског језика и југословенске књижевности где је радила двадесет шест година.
По одласку у пензију почела је да слика. Имала је петнаест самосталних и тридесетак групних изложби. Учествовала је на више сликарских колонија.
Из брака са Илијом Пушићем има два сина, Андрију (познат као Дигитал Мандрак) и Антонија (познатијег као Рамбо Амадеус).
Писањем је почела да се бави 1970. године, када објављује своју прву књигу песама и прозне текстове по часописима. Добила је неколико књижевних награда.
Живeла је и радила у Херцег-Новом.

## Дела

### Поезија
- Крила исте птице (1970)
- Привид игре (1972)
- Пелин у реверу (1976)
- Друга вода (1980)
- Руком према сну (1980)
- Добошари на тргу (1985)
- Свођење речи (1989)
- Пепео и крик (2000)

### Збирке приповедака
- Кавез (1981)
- Отапање (1994)
- Излет у Жањице (2000)

### Романи
- Отварање лутке (1985)
- Како преживети брак (2002, 2003)
- Наранча и нож (2002)
- Наранчин цват (2004)
- Књига о Војину (2008)
- Наранче под шлемом - трилогија (2008)
- Стимадур (2011)
- Испод жижуле (2012)
- Тондо (2013)
- Балада о Итани (2016)

### Књиге за децу
- Кога боли уво како ја растем (2000)
- Херцегновске чаролије (2000)
- Ружичасти делфин (2001).
- Жабилијада (2003).
- Доживљаји магарчића Магића (2004).
- Кобајагична путовања (2006).
- Плавојко(2000)
- Ко те шиша (2010)
- Краљ који је појео и себе (2012)[5]

## Награде и номинације
- Просветин преглед (1973) - прва награда за причу Кавез
- Змајева почасна награда (2003)
- „Живојин Павловић“ (2004) за књигу хумористичких прича Како преживети брак
- Конкурс недељника “Нови пут“ (2005) – друга награда за причу Краљ који је појео сам себе
- Мирослављево јеванђеље (2009) – трилогија Наранче под шлемом је ушла у најужи избор
- Златно перо (2009) – роман Књига о Војину је ушла у најужи избор